# 8493 Yachibozu
8493 Yachibozu è un asteroide della fascia principale. Scoperto nel 1990, presenta un'orbita caratterizzata da un semiasse maggiore pari a 2,4758279 UA e da un'eccentricità di 0,1670160, inclinata di 3,11098° rispetto all'eclittica.
Il nome dell'asteroide, che corrisponde alla parola giapponese per indicare i ciuffi d'erba, venne scelto con un sondaggio aperto ai bambini che parteciparono al Fureai Space Festival di Kushiro del 2007.